# Johann Melchior Schuler
Johann Melchior Schuler (* 9. März 1779 in Mollis; † 30. April 1859 in Erlinsbach) war ein Schweizer evangelischer Geistlicher und Heimatforscher.

## Leben
Johann Melchior Schuler war der Sohn des Pfarrers Fridolin Schuler (* 7. Februar 1726; † 30. April 1796). Sein Neffe war der Mediziner Fridolin Schuler.
Er erhielt Elementarunterricht bei seinem Vater, der auch Schullehrer in Mollis war. In der Zeit von 1796 bis 1798 erhielt er seine theologische Ausbildung am Collegium Humanitatis (heute: Kantonsschule) in Schaffhausen und war von 1798 bis 1799 Feldprediger. Nach seiner Ordination wurde er 1799 Pfarrer in Siblingen und blieb dort, bis er 1805 Pfarrer in Filzbach-Obstalden wurde. Nach einigen Anfeindungen ging er 1815 als Pfarrer nach Mönthal; dort war er auch zugleich an der Provisorey-Schule in Brugg Lehrer für Deutsch, Geschichte und Geografie.
1817 übernahm er die Pfarrei in Bözberg, bis er 1827 Pfarrer in Erlinsbach wurde.
Seit 1811 war er Mitglied im Glarner Kantonsschulrat und von 1828 bis 1835 war er Aargauer Erziehungsrat.
Johann Melchior Schuler heiratete 1799 Francisca Catharina, Tochter des Buchdruckers Johann Emanuel Hurter.
Sein Nachlass befindet sich im Staatsarchiv Aargau (siehe auch: Liste der Nachlässe im Staatsarchiv Aargau).

### Theologisches Wirken
Theologisch stand Johann Melchior Schuler einer rationalistischen Aufklärung nahe, die er als unmittelbare Fortsetzung der Reformation deutete.

### Öffentliches Wirken
Johann Melchior Schuler engagierte sich für die Armenfürsorge und Volksbildung, dazu regte er zahlreiche philanthropisch-sozialreformerische Projekte an, und er bemühte sich um die Verbesserung der Schullehrerausbildung.

### Schriftstellerisches Wirken
Johann Melchior Schuler betätigte sich in Erlinsbach als Heimatforscher auch intensiv mit der historischen Forschungsarbeit und veröffentlichte verschiedene kirchenhistorische sowie landeskundliche Arbeiten, so unter anderem 1836 die Geschichte des Landes Glarus. Er wirkte auch, gemeinsam mit seinem Freund Johannes Schulthess (1763–1836), an der ersten Gesamtausgabe der Werke Huldrych Zwinglis mit, die in 8 Bänden von 1828 bis 1861 erschien.
Sein populärstes Werk war die achtbändige Schrift Die Thaten und Sitten der Eidgenossen, die von 1807 bis 1857 erschienen.

## Mitgliedschaften
- Johann Melchior Schuler war Mitglied der Schweizerischen Pädagogischen Gesellschaft.[4]
- Er war Mitglied der Schweizerischen Gemeinnützigen Gesellschaft.
- Er war Sekretär der Helvetischen Gesellschaft.

## Schriften (Auswahl)
- Die unglaubliche Grösse des Elends im Schoosse unsers Vaterlandes. Zürich, 1813.
- Die Linth-Thäler. Zürich, Orell, Gessner und Comp. 1814.
- Huldreich Zwingli. Geschichte seiner Bildung zum Reformator des Vaterlandes. Zürich, Näfische Buchdruckerey, 1818.
- Beschreibung der Schicksale und Umwandlungen des Klosters Königsfelden. Brugg 1819.
- Vertheidigung der Reformationsfeyer und der schweizerischen Reformationsgeschichte. 1820.
- Die Schriftlehre von dem Glauben, der Liebe und der Hoffnung für die Schuljugend. Zürich : Schulthess, 1824.
- Aargau’s Geschichte unter den deutschen Kaisern und burgundischen Königen von Karl dem Grossen bis auf Rudolf von Habsburg. Brugg, Brugger Bezirksgesellschaft für Vaterländische Cultur, 1825.
- Johann Melchior Schuler; Johann Heinrich Meyer; Franz Hegi: Geschichte der Häuser Lenzburg und Habsburg bis auf Kaiser Rudolf I. Brugg, Brugger Bezirksgesellschaft für Vaterländische Cultur, 1826.
- Aargaus Kirchen- und Sittengeschichte bis auf Rudolf von Habsburg. Brugg, Brugger Bezirksgesellschaft für Vaterländische Cultur, 1827–1828.
- Johannes Schulthess; Johann Melchior Schuler: Huldreich Zwinglis Werke. 1828.
- Geschichte des Klosters Muri. Brugg, 1829.
- Lehr- und Schutzschriften zum Behufe des Ueberschrittes aus dem Papstthum in die evangelische Wahrheit und Freyheit vom April 1525 bis 1528 betreffend die Täuferei sämmtliche und betreffend die streitige Abendmahlslehre von 1526 bis Januar 1527. Zürich: Schulthess, 1830.
- Ueber Kirchenverfassung mit Bemerkungen über Vereinigung der Kirche und des Staats zur Erreichung ihres gemeinschaftlichen Zweckes. Aarau 1832.
- Darstellung des gesammten Schulwesens im Kanton Aargau. Aarau : G.F. Beck, 1834.
- Die Schriftlehre von dem Reiche Gottes in Glaube, Hoffnung und Liebe: für den Religionsunterricht der obersten Schulklassen und für den Konfirmationsunterricht. Zürich: Schulthess’sche Buchhandlung, 1835.
- Geschichte des Landes Glarus. Zürich 1836.
- Lesebuch für Schweizer-Kinder von 10 bis 24 Jahren, zum Schul- und Hausgebrauch. Zürich: Friedrich Schulthess, 1837.
- Apologetischen, kirchlichen, geschichtlichen, grösstentheils politischen Inhalts, aus dem letzten Zeitraume von 1526 bis 1531. Zürich: Schulthess, 1841.
- Die Thaten und Sitten der Eidgenossen: ein Handbuch der Schweizergeschichte. Zürich 1842.
  - Band 1. 1842.
  - Band 2. 1842.
  - Band 3. 1843.
  - Band 4.1. 1845.
  - Band 4.2. 1847.
  - Band 5. 1851.
  - Band 6. 1852.
  - Band 7. 1856.
  - Band 8.
- Geschichte des letzten Jahrhunderts der alten Eidgenossenschaft, 2. Band. Zürich 1847.[5]
- Geschichte der Revolution und des Untergangs der alten Eidgenossenschaft bis zum Beginn der helvetischen Republik.  Zürich Schultheß 1851.
  - Band 1. 1809.
  - Band 2. 1838.
  - Band 3. 1841.
  - Band 4. 1847.
  - Band 5. 1851.
  - Band 6. 1852.
  - Band 7. 1856.
  - Band 8. 1857.